# Planetaire nomenclatuur

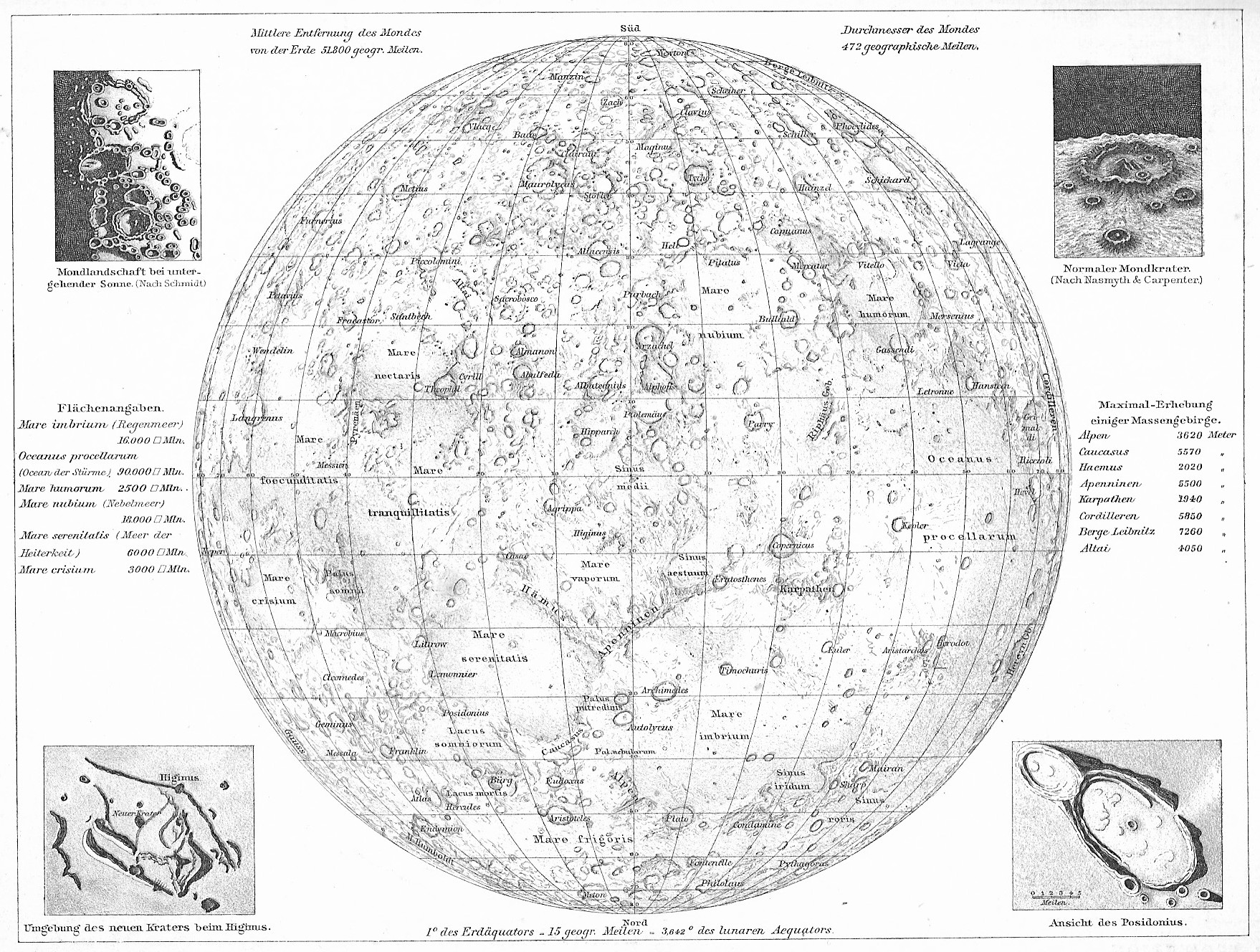
Een map van de Maan uit de Andrees Allgemeiner Handatlas, 1e editie (1881), vóór de IAU-conventies

Planetaire nomenclatuur is, net als de aardse nomenclatuur, een systeem van unieke identificatiekenmerken op het oppervlak van een planeet of natuurlijke satelliet, zodat de kenmerken gemakkelijk kunnen worden gelokaliseerd, beschreven en besproken. Sinds de uitvinding van de telescoop hebben astronomen namen gegeven aan de oppervlaktekenmerken die ze hebben waargenomen, vooral op de Maan en Mars. Om een autoriteit op het gebied van planetaire nomenclatuur te stichten, werd in 1919 de Internationale Astronomische Unie (IAU) opgericht om namen aan te wijzen en te standaardiseren voor kenmerken op hemellichamen in het zonnestelsel.

## Hoe worden namen goedgekeurd door de IAU?
Wanneer voor het eerst beelden worden verkregen van het oppervlak van een planeet of natuurlijke maan, wordt een thema gekozen voor het benoemen van kenmerken en worden enkele belangrijke kenmerken benoemd, meestal door leden van de juiste IAU-taakgroep (een algemeen aanvaarde groep voor het benoemen van planeten). Later, als afbeeldingen en kaarten met een hogere resolutie beschikbaar komen, worden extra kenmerken genoemd op verzoek van de onderzoekers die specifieke oppervlakken, kenmerken of geologische formaties in kaart brengen of beschrijven. Iedereen kan voorstellen voor een specifieke naam indienen die dan door een taakgroep wordt overwogen. Als de leden van de taakgroep het erover eens zijn dat de naam passend is, kan deze worden behouden voor gebruik. Namen die door een taakgroep worden beoordeeld, worden ingediend bij de IAU-Working Group for Planetary System Nomenclature (WGPSN). Na goedkeuring door de WGPSN worden namen als officieel beschouwd en kunnen ze worden gebruikt op kaarten en in publicaties. Ze worden ook vermeld in de Gazetteer of Planetary Nomenclature.

## IAU-regels en -conventies
Namen die door de IAU worden aangenomen, moeten voldoen aan verschillende regels en conventies die door de jaren heen door de Unie zijn vastgesteld en gewijzigd. Deze omvatten:
1. Nomenclatuur is een hulpmiddel en de eerste overweging zou moeten zijn om het eenvoudig, duidelijk en ondubbelzinnig te maken.
2. In het algemeen zullen geen officiële namen worden gegeven aan objecten waarvan de langste afmetingen minder dan 100 meter zijn, hoewel uitzonderingen kunnen worden gemaakt voor kleinere objecten die van uitzonderlijk wetenschappelijk belang zijn.
3. De IAU accepteert voorstellen om keien of rotsen op kleine planetaire lichamen een naam te geven, onder de volgende voorwaarden: a) Het genoemde object moet groter zijn dan 1% (één procent) van de gemiddelde diameter van het lichaam b) Het genoemde object moet uitzonderlijk wetenschappelijk belang hebben, zoals het definiëren van een specifieke lengtegraad in het coördinatensysteem, grote afmetingen ten opzichte van de diameter van de asteroïde, enz.
4. Het aantal namen dat voor elke instantie wordt gekozen, moet tot een minimum worden beperkt. Kenmerken mogen alleen worden benoemd als ze een speciaal wetenschappelijk belang hebben en wanneer de naamgeving van dergelijke functies nuttig is voor de wetenschappelijke en cartografische gemeenschappen in het algemeen.
5. Het dubbelgebruik van dezelfde oppervlaktekenmerknaam op twee of meer hemellichamen en van dezelfde naam voor satellieten en kleine planeten, wordt afgeraden. Duplicaties kunnen worden toegestaan wanneer namen bijzonder geschikt zijn en de kans op verwarring erg klein is.
6. Individuele namen die voor elke instantie worden gekozen, moeten worden uitgedrukt in de taal van herkomst. Transliteratie voor verschillende alfabetten moet worden gegeven, maar er zal geen vertaling zijn van de ene taal naar de andere.
7. Waar mogelijk moeten de thema's die zijn vastgesteld in de nomenclatuur van het vroege zonnestelsel worden gebruikt en uitgebreid.
8. De nomenclatuur van het zonnestelsel moet internationaal zijn bij het kiezen van namen. Aanbevelingen die zijn ingediend bij de nationale commissies van de IAU zullen worden overwogen, maar de uiteindelijke selectie van de namen is de verantwoordelijkheid van de Internationale Astronomische Unie. Waar van toepassing is de WGPSN een groot voorstander van een billijke selectie van namen uit etnische groepen, landen en geslacht op elke kaart. Een hoger percentage namen van het land dat een landing plant, is echter toegestaan op kaarten van landingsplaatsen.
9. Er mogen geen namen met politieke, militaire of (moderne) religieuze betekenis worden gebruikt, behalve namen van politieke figuren van voor de 19e eeuw.
10. Herdenking van personen op planetaire lichamen zou normaal gesproken geen doel op zich moeten zijn, maar kan in speciale omstandigheden worden gebruikt en is voorbehouden aan personen met een hoge en blijvende internationale reputatie. Personen die zo vereerd worden, moeten minstens drie jaar overleden zijn.
11. Als er meer dan een spelling van een naam bestaat, moet de spelling worden gebruikt die door de persoon wordt verkozen of die in een gezaghebbende verwijzing wordt gebruikt. Diakritische tekens zijn een noodzakelijk onderdeel van een naam en zullen worden gebruikt.
12. Ring-nomenclatuur en namen voor nieuw ontdekte satellieten zijn ontwikkeld in gezamenlijk overleg tussen WGPSN en IAU Commissie 20. Namen zullen niet aan satellieten worden toegekend totdat hun orbitale elementen redelijk goed bekend zijn of definitieve kenmerken erop zijn geïdentificeerd.
13. Toegankelijke en gezaghebbende bronnen, waaronder internetbronnen, zijn vereist voor aangenomen namen. Wikipedia is niet voldoende als bron, maar kan nuttig zijn voor het identificeren van geschikte bronnen.
14. Hoewel er geen maximale grootte mag zijn waaronder een Joviaanse planeten niet genoemd mag worden, mag een Joviaanse planeet met een absolute magnitude H_V zwakker dan 18 alleen worden genoemd als deze van bijzonder wetenschappelijk belang is.

Naast deze algemene regels ontwikkelt elke taakgroep aanvullende conventies waarbij ze een interessante en betekenisvolle nomenclatuur voor individuele planetaire lichamen formuleert.